# Héctor Yazalde
Héctor Casimiro Yazalde (Avellaneda, 29 maggio 1946 – Buenos Aires, 18 giugno 1997) è stato un calciatore argentino, di ruolo attaccante.
Attaccante della Nazionale argentina e di varie squadre di club europee e argentine, realizzò 46 reti nel campionato portoghese 1973-1974, militando nello Sporting Clube de Portugal, aggiudicandosi pertanto la Scarpa d'oro. Morì a 51 anni, nel 1997, a Buenos Aires, a causa di un'emorragia interna.

## Carriera

### Club
Nato in un sobborgo di Buenos Aires, Yazalde visse tutta la sua infanzia e adolescenza in condizioni economiche disagiate.
A 20 anni era un attaccante titolare dell'Independiente; alla sua prima stagione europea, nel 1973-1974, vinse la Scarpa d'oro come miglior cannoniere dell'intero continente, realizzando il record di 46 reti in una sola stagione. Il primato fu battuto, nei campionati europei, dal rumeno Dudu Georgescu, della Dinamo Bucarest, segnò 47 gol, appena uno in più di Yazalde, nel campionato 1976-1977.
Il 16 luglio 1973 sposò a Buenos Aires l'attrice portoghese Britt Nichols, dalla quale ebbe un figlio.
Nel 1975 passò all'Olympique Marsiglia. In seguito tornò in Argentina, dove terminò la carriera di calciatore e intraprese quella di dirigente sportivo.

### Nazionale
In nazionale giocò 10 partite, partecipando al campionato del mondo 1974: nella partita contro l'Haiti segnò due gol, che rimasero le sue uniche marcature con l'Albiceleste.

## Palmarès[4]

### Club
- Campionato argentino: 2

Independiente: Nacional 1967, Metropolitano 1970
- Coppa di Portogallo: 1

Sporting: 1972-1973
- Campionato portoghese: 1

Sporting: 1973-1974

### Individuale
- Calciatore argentino dell'anno: 1

1970
- Capocannoniere del campionato portoghese: 2

1973-1974 (46 gol), 1974-1975 (30 gol)
- Scarpa d'oro: 1

1974 (46 reti)